# Buscha
Buscha (piemontès Busca) és un municipi italià, situat a la regió del Piemont. L'any 2011 tenia 10.085 habitants. Està situat a la Val Maira, dins de les Valls Occitanes. Limita amb els municipis de Caraglio, Costigliole Saluzzo, Cuneo, Dronero, Rossana, Tarantasca, Valmala, Villafalletto i Villar San Costanzo.

## Administració
| Període | Identitat  | Partit        |
| ------- | ---------- | ------------- |
| 2004-   | Luca Gosso | Llista cívica |